# Roger Labric

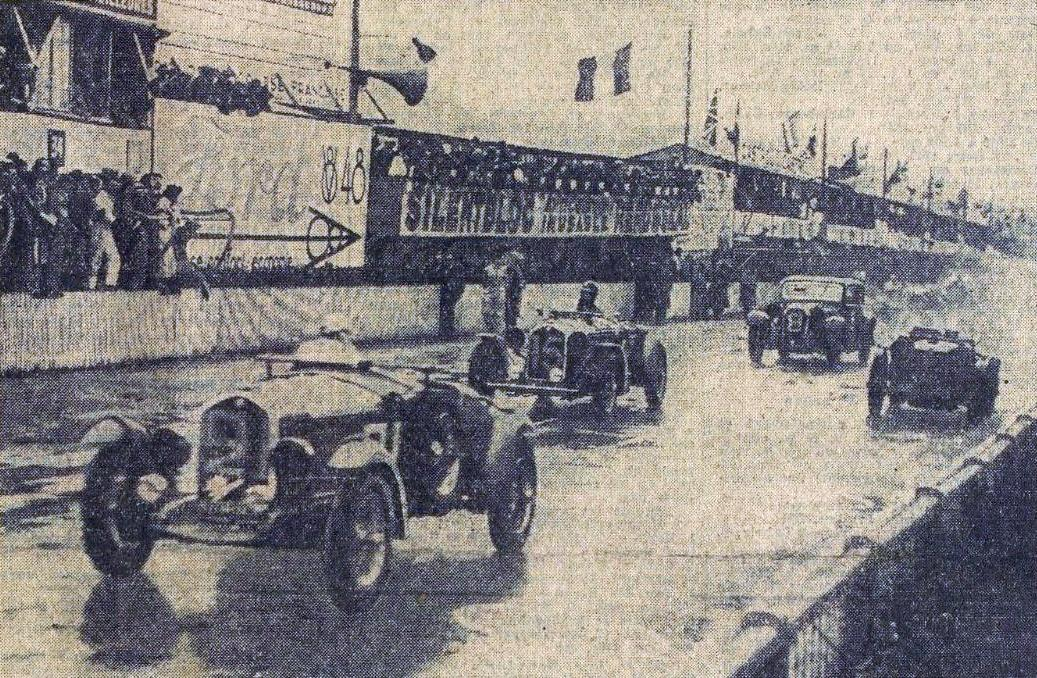
Der von Roger Labric gefahrene Bugatti Type 50S (Startnummer 2) beim Start zum 24-Stunden-Rennen von Le Mans 1935

Adrien Léon Jean Auguste Roger Labric (* 19. Februar 1893 in Boulogne-Billancourt; † 24. Mai 1962 in Paris) war ein französischer Journalist, Schriftsteller, Soldat im Ersten Weltkrieg sowie Rad-  und Autorennfahrer.

## Familie und Erster Weltkrieg
Roger Labric war der Sohn von Joseph Labric und dessen Ehefrau Jeanne, geborene Coet (1861–1947). Seine Mutter war eine in Frankreich bekannte Bildende Künstler- und Stickerin. Sein Bruder Pierre war ebenfalls als Journalist und Radrennfahrer tätig.
Im Ersten Weltkrieg kämpfte Labric als Infanteriesoldat bei der Zweiten Flandernschlacht und der Herbstschlacht in der Champagne. Ab 1917 diente er als Beobachter und Bomberschütze bei der 3e et 1er groupes d'aviation. Zur Fliegerei kam er über seine Jugendfreunde Roland Garros und Jean Mermoz.

## Journalist und Schriftsteller
Roger Labric arbeitete viele Jahre als Sportjournalist bei unterschiedlichen französischen Printmedien. Er schrieb Romane, die vor allem Luftfahrtgeschichten im Ersten Weltkrieg zum Thema hatten. Dazu kamen ein Buch über das 24-Stunden-Rennen von Le Mans und eine Biografie seines Rennfahrerfreundes Robert Benoist.

## Karriere als Rennfahrer
In den 1920er-Jahren war er als Radrennfahrer aktiv. Er fuhr 1920 die Rennen Paris–Metz und Bordeaux–Paris; während der dritten Etappe der Tour de France 1920 gab er auf. Seine Motorsportkarriere umfasste sechs Teilnahmen am 24-Stunden-Rennen von Le Mans, wo er 1932 im Caban Speziale gemeinsam mit Yves Giraud-Cabantous Gesamtneunter wurde. Seine beste Platzierung bei einem internationalen Rennen war der dritte Rang bei der Bol d’Or 1930.

## Statistik

### Le-Mans-Ergebnisse
| Jahr | Team                  | Fahrzeug              | Teamkollege           | Platzierung | Ausfallgrund     |
| ---- | --------------------- | --------------------- | --------------------- | ----------- | ---------------- |
| 1931 | Yves Giraud-Cabantous | Caban Speziale        | Yves Giraud-Cabantous | Ausfall     | Motorschaden     |
| 1932 | Roger Labric          | Caban Speziale        | Yves Giraud-Cabantous | Rang 9      |                  |
| 1933 | Roger Labric          | La Lorraine B3-6      | Guy Daniel-Lamazière  | Ausfall     | Kupplungsschaden |
| 1934 | Roger Labric          | Bugatti Type 50S      | Pierre Veyron         | Ausfall     | Motorschaden     |
| 1935 | Roger Labric          | Bugatti Type 50S      | Pierre Veyron         | Ausfall     | Motorschaden     |
| 1937 | Roger Labric          | Bugatti Type 57G Tank | Pierre Veyron         | Ausfall     | Leck im Tank     |